# Summorum pontificum

XVI. Benedek pápa címere.

A Summorum pontificum (magyarul: „A pápáknak…”) kezdetű motu propriót XVI. Benedek pápa adta ki 2007. július 7-én. Benne a katolikus egyház részére szabályozza a „Szent XXIII. János pápa által 1962-ben kiadott Misekönyv” szerinti liturgiavégzést (az ún. „tridenti misét”), amelyet a II. vatikáni zsinatot követő, 1970-es liturgikus reform előtt általánosan használtak a római katolikus egyházban. A motu proprio a legtöbb, ugyanebben a formában végzett szentségkiszolgálást is szabályozza.
A dokumentumot a világ összes püspökének szóló levéllel együtt tették közzé, amelyben Benedek pápa elmagyarázza érveit a motu proprio kiadása mellett. A motu proprio normái 2007. szeptember 14-étől, a Szent Kereszt Felmagasztalásának ünnepétől léptek életbe (vö. 12. cikkely vége).
A dokumentum nagyobb szabadságot adott a tridenti liturgia 1962-es formájának a végzéséhez. Ezzel a II. János Pál pápa által 1988-ban kiadott Ecclesia Dei motu proprio-nak lépett a helyébe, amely a püspököknek tartotta fenn a jogot arra, hogy alapíthatnak olyan helyeket, ahol a misét az 1962-es Misekönyv szerint mondhatják. Az új dokumentum szerint már minden egyes pap szabadon misézhet az 1962-es Misekönyv szerint anélkül, hogy erre bárkitől is engedélyt kellene kérnie. Arról is gondoskodott, hogy az egyház pásztorainak és plébánosainak készségesen eleget kell tenniük a korábbi liturgiához kötődő hívek állandó csoportjának a kérésének, akik az 1962-es Misekönyv szerint szeretnék a szentmisét megünnepelni, és gondoskodniuk kell arról is, hogy „harmonikus egyensúly jöjjön létre e hívek lelki java és a plébánia rendes lelkipásztori ellátásának igénye között” (5. cikkely 1. §).
Benedek pápa a kísérő levelében pozitív okként említette azt, hogy tettének hátterében az „Egyházon belüli kiengesztelődésről van szó”. Amely értelmezhető mind a tradicionalista katolikusok körén belül, például a Szentszékkel összeütközésbe került Szent X. Piusz Papi Testvérülettel, mind az Egyház egységében maradt, de a régi rítushoz továbbra is ragaszkodó katolikusokkal való kiengesztelődésre. Megállapítja, hogy míg elsőre azt gondolták, hogy a tridenti liturgia iránti vonzalom eltűnik majd azzal az idősebb generációval, amely még ebben a formában nőtt fel, addig az történt, hogy „a fiatalok is felfedezték maguknak, megérezték a benne rejlő vonzerőt és megtalálták benne a Legméltóságosabb Oltáriszentség Misztériumával való találkozás kifejezetten rájuk szabott módját.” Áttekintve azokat a félelmeket, amelyek a dokumentum hosszas előkészítése során fogalmazódtak meg, Benedek pápa kihangsúlyozta, hogy döntése semmiképpen sem fogja aláásni a II. vatikáni zsinat tekintélyét, amely az akkori liturgia megreformálásáról döntött, mivel "a régi Misekönyv használata a liturgikus képzettség bizonyos fokát és a latin nyelv valamelyes ismeretét feltételezi; manapság ezek egyike sem túl gyakori. Már ebből a két konkrét előfeltételből is világosan látszik, hogy a római rítus rendes formája minden bizonnyal az új Misekönyv marad, és nemcsak a normatív szabályozás alapján, hanem a miatt a valós helyzet miatt is, amelyben a hívek közössége él."

## A motu proprio és a kísérő levél tartalma

### A Summorum Pontificum összefoglalása

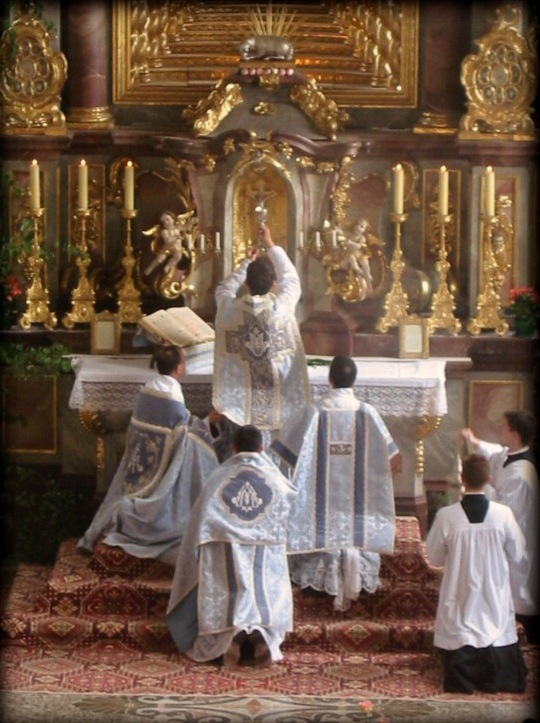
A kehely fölemelése (eleváció) átváltoztatás után a hagyományos Solemnis misén (Missa Solemnis). Az áldozatot bemutató papnak egy diakónus és egy szubdiakónus segédkezik

XVI. Benedek pápa a dokumentumot "hosszú mérlegelés, sok konzultáció és imádság" után adta ki.
A dokumentumban megállapítja, hogy a "Szent V. Pius által közzétett és Boldog XXIII. János által újra kiadott Római Misekönyv"-et soha vissza nem vonták, valamint, hogy "A nép részvétele nélkül ünnepelt szentmisénél bármely latin szertartású katolikus pap, akár egyházmegyés, akár szerzetes, használhatja a Boldog XXIII. János által 1962-ben kiadott, vagy a VI. Pál pápa által 1970-ben közzétett Római Misekönyvet, mégpedig bármelyik napon, kivéve a Szent Háromnapot (Nagycsütörtök, Nagypéntek, Nagyszombat) Az efféle, egyik vagy másik Misekönyv szerinti misézéshez a papnak sem az Apostoli Szentszéktől, sem saját Ordináriusától semmiféle engedélyre nincsen szüksége." Ezeken a magánmiséken "olyan krisztushívők is részt vehetnek, akik ezt önként kérik."
A nyilvános misékre vonatkozóan a pápa felszólítja a plébánosokat és a templomigazgatókat, hogy engedélyezzék a plébániákon a tridenti mise szerinti ünneplést vasár- és ünnepnapokon a "korábbi liturgiához kötődő híveknek állandó csoportja" kérésére. Arra is felhatalmazza a plébánosokat, hogy, "ha a lelkek java ezt indokolja", engedélyezzék a korábbi szertartások használatát a keresztség, a házasságkötés, a bűnbánat és a betegek kenete szentségeinek kiszolgáltatásában, a püspökök pedig "felhatalmazást kapnak a bérmálás szentségének kiszolgáltatására a régi Római Pontifikále szerint".
A püspökök szabadon létrehozhatnak "személyi plébániákat", vagy kinevezhet templomigazgatót vagy lelkészt a római rítus régebbi formája szerinti szertartások végzésére. Az „Ecclesia Dei” Pápai Bizottság "a Szentszék joghatóságát fogja gyakorolni, felügyelve a jelen rendelkezések megtartására és alkalmazására", valamint feladata a tanács és segítségnyújtás minden nehézség megoldásában, beleértve "ha a püspök teljesíteni óhajtja a laikus hívők ilyen kérését, de különböző okok akadályozzák".
A pápa tisztázza, hogy a motu proprio eredményeképpen "a zsinatot megelőző Missale Romanum legutolsó kiadását, amely 1962-ben XXIII. János pápa tekintélyével jelent meg, és amelyet a zsinat folyamán is használtak… a liturgikus ünneplés rendkívüli formájaként (forma extraordinaria) lehet majd használni", viszont "a VI. Pál által kiadott, majd II. János Pál által két további kiadásban újra megjelentetett Misekönyv értelemszerűen az eucharisztikus liturgia normális, rendes formája (forma ordinaria)"; ehhez hozzáteszi, hogy "világosan látszik, hogy a római rítus rendes formája minden bizonnyal az új Misekönyv marad, és nemcsak a normatív szabályozás alapján, hanem a miatt a valós helyzet miatt is, amelyben a hívek közössége él."
A dokumentum engedélyezi azt is, hogy a néppel bemutatott tridenti szentmiséken, ami egyébként teljesen latin nyelven folyik, az olvasmányokat népnyelven is felolvashatják (6. cikkely), valamint a kísérő levélben a pápa megjegyzi, hogy "az új szentek anyaga és néhány új prefáció beilleszthető és be is illesztendő a régi Misekönyvbe", amelyeknek a lehetőségeit az Ecclesia Dei Pápai Tanács fogja tanulmányozni.

### A kísérő levél összegzése
A püspököknek szóló levélben Benedek pápa két olyan megalapozatlan félelmet állapít meg, amelyek az általa akart változással kapcsolatban merültek fel: az egyik félelem az, hogy a változás aláássa a II. vatikáni zsinat tekintélyét; a másik pedig, hogy rendezetlenséghez, sőt szakadáshoz vezethet a plébániai közösségeken belül.
A pápa elismeri, hogy "vannak túlzások, olykor pedig szociológiai szempontok is, amelyek helytelen módon tapadnak az ősi latin liturgikus hagyományhoz ragaszkodó hívek attitűdjéhez." "Ez elsősorban azért alakult így, mert a liturgikus ünneplések sok helyütt nem követték hűségesen az új Misekönyv előírásait, amelyeket egyenesen úgy fogtak fel, mintha lehetővé, sőt kötelezővé tennék a kreativitást, ami gyakran a liturgia már alig tűrhető torzulásaihoz vezetett… (és) mély lelki sebeket okozott a liturgia önkényes eltorzítása olyan személyekben, akiknek élete mélyen az Egyház hitében gyökerezett." Ez is közrejátszott abban, hogy "igen sokan továbbra is erősen kötődnek a római rítusnak ehhez (az 1962-es) gyakorlatához" és "mindez elsősorban azokban az országokban történt így, amelyekben a liturgikus mozgalom sokakat részesített komoly liturgikus nevelésben és vezetett el a liturgikus ünneplés korábbi formájával való mély, személyes kapcsolatra." XVI. Benedek pápa szerint: "A legbiztosabb garancia arra, hogy VI. Pál Misekönyve egyesíteni tudja a plébániai közösségeket és hogy azok szeretettel tudnak élni vele, abban áll, ha nagy tisztelettel és a liturgikus előírások megtartásával celebrálják. Mindez láthatóvá fogja tenni e Misekönyv lelki gazdagságát és teológiai mélységét."

#### Egyházon belüli kiengesztelődés
Benedek pápa a motu proprio kiadásának "pozitív okaként" az "Egyházon belüli kiengesztelődést" jelölte meg. A tradicionalista közösségek számára, mint például a Szent X. Piusz Papi Testvérület (SSPX vagy FSSPX), amelyet az 1988-as törvénytelen Ecône-i püspökszentelések után kiközösített Marcel Lefebvre érsek alapított, a tridenti mise használatának engedélyadásával egy előkészítő lépést tett a Szentszékkel folytatott mindennemű teológiai párbeszédhez.
Benedek pápa, aki a Hittani Kongregáció prefektusaként maga vezette az SSPX-szel a párbeszédet, sajnálkozva említette meg, miszerint "évszázadokon át… a megoszlások kialakulásának kritikus pillanataiban az Egyház vezetői nem tettek meg minden tőlük telhetőt, hogy fenntartsák vagy ismét elérjék a kiengesztelődést és az egységet" és "az Egyház részéről történt mulasztások maguk is hozzájárultak ahhoz a szégyenletes tényhez, hogy e megoszlások meg tudtak szilárdulni." De ugyanebben a levelében arra is rámutatott, hogy "a teljes közösség megéléséhez természetesen a korábbi gyakorlathoz kötődő közösségek papjai sem zárhatják ki elvi alapon a liturgiának az új könyvek szerint való végzését. A rítus megújított formájának teljes kizárása nehezen volna összeegyeztethető értékének és szent voltának elismerésével." Így, miközben a pápa utat engedett a tridenti misének, egyúttal arra is számít, hogy az SSPX is ismerje el VI. Pál miséjének a törvényességét. Bernard Fellay püspök, az SSPX vezető generálisa a következőket írta a motu proprio megjelenése után: "Ezért a nagy lelki jótéteményért a Szent X. Piusz Papi Testvérület őszinte háláját fejezi ki a pápának", ugyanakkor "A motu propriót kísérő levél nem titkolja…, hogy még maradtak nehézségek". A püspök kijelentette, hogy a Testvérület bizakodó, hogy ez az új helyzet "lehetővé teszi – a püspökeit még mindig sújtó kiközösítési dekrétum visszavonása után – a vitás hitbéli kérdések nyugodtabb felvetését"
Benedek pápa, miután megjegyzi a püspököknek írt levelében, hogy "a Lefebvre érsek által vezetett mozgalomban a régi Misekönyvhöz való hűség külső ismertetőjellé vált" hozzáteszi, hogy "az ebből származó szakadásnak azonban mélyebb okai voltak." Ezt Fellay püspök is megerősítette 2008. április 14-i „Levél a barátoknak” körlevelében: "Nem a liturgia az elsődleges probléma.".

#### Vonzódás az ősi formához
A tradicionalista közösségekkel való kiengesztelődés kérdésétől elválasztva, a pápa azt is megemlíti, hogy közvetlenül a Szentmise új formájának kihirdetése után azt feltételezték, hogy "az 1962-es Misekönyv használatának igénye csak az idősebb nemzedékre korlátozódik, amely vele együtt nőtt fel", azonban később nyilvánvalóvá vált, hogy "ezt a liturgikus formát a fiatalok is felfedezték maguknak, megérezték a benne rejlő vonzerőt és megtalálták benne a Legméltóságosabb Oltáriszentség Misztériumával való találkozás kifejezetten rájuk szabott módját." A Szentmise ősi formájához való, nemzedékeken át fennmaradó vonzódás miatt merült fel "a pontosabb jogi szabályozás igénye", mivel a múltban hiányoztak ezek a részletes jogszabályok.
A pápa kiemelte, hogy a "Római Misekönyv két kiadása nem áll ellentmondásban egymással. A liturgia történetét a növekedés és haladás jellemzi, nem pedig a törés. Amit az előző nemzedékek szentnek tartottak, a mi számunkra is szent és nagyszerű marad, és nem lehet egyik pillanatról a másikra teljes egészében megtiltani vagy egyenesen károsnak ítélni. Mindnyájunknak javára szolgál, ha megőrizzük azokat a gazdagságokat, amelyek az Egyház hitében és imádságában növekedtek, ha megadjuk nekik az őket megillető helyet."

### Az 1962-es Misekönyv használatának feltételei
Az 1962-es Misekönyv használatának feltétele a következőképp módosult:
- A nép részvétele nélkül ünnepelt szentmisénél bármely latin szertartású katolikus pap, akár egyházmegyés, akár szerzetes, használhatja a Boldog XXIII. János által 1962-ben kiadott, vagy a VI. Pál pápa által 1970-ben közzétett Római Misekönyvet, mégpedig bármelyik napon, kivéve a Szent Háromnapot (Nagycsütörtök, Nagypéntek, Nagyszombat). Az efféle, egyik vagy másik Misekönyv szerinti misézéshez a papnak sem az Apostoli Szentszéktől, sem saját Ordináriusától semmiféle engedélyre nincsen szüksége. A fent említett szentmiséken a jogszabályok megtartásával olyan krisztushívők is részt vehetnek, akik ezt önként kérik. (2. és 4. cikkely)
- Azokon a plébániákon, ahol állandó jelleggel jelen van a korábbi liturgikus hagyományhoz ragaszkodó hívők csoportja, a plébános fogadja szívesen az 1962-ben kiadott Misekönyv szerinti szentmisére vonatkozó kéréseiket. Ő maga ügyeljen arra, hogy e hívek java összhangban legyen a rendes lelkipásztori gondoskodással, a püspök irányítása alatt a 392. kánonnak megfelelően,[10] elkerülve a széthúzást és ápolva az egész Egyház egységét. Olyan templomokban, melyek nem plébániatemplomok, és szerzetesközösséghez sem tartoznak, a fenti engedély megadása a templomigazgatóra tartozik. (5. cikkely § 1 és § 5.)
- A Boldog XXIII. János Misekönyve szerinti misézésnek helye lehet hétköznapokon; vasárnap és ünnepnapokon is bemutatható egy ilyen szentmise. (5. cikkely § 2.)
- Hívők vagy papok kérésére a plébános ilyen rendkívüli formájú szentmiséket különleges alkalmakkor is megengedhet, mint például házasságkötés, temetés, vagy más alkalommal, például búcsújáráskor. (5. cikkely § 3.)
- A Boldog XXIII. János Misekönyvét használó papoknak alkalmasnak kell lenniük a szentmise bemutatására és nem állhatnak misézési tilalom alatt (például felfüggesztés alatt álló papok). (5. cikkely § 4.)
- Ha megszentelt élet intézményei vagy az Apostoli élet társaságai, akár pápai, akár egyházmegyei jogúak, saját kápolnájukban közösségi vagy konventmiséiken miséjüket az 1962-ben közzétett Misekönyv szerint akarják végezni, megtehetik. Ha egyes közösségek vagy az egész Intézmény, illetve Társaság a szentmisét gyakran, többnyire vagy huzamosan így kívánja végezni, a döntést a nagyobb elöljárók hozzák meg a jog szabályai szerint és a részleges törvények és szabályzatok alapján. (3. cikkely)

Castrillón Hoyos bíboros, az Ecclesia Dei Pápai Bizottság elnöke a Vatikáni Rádiónak adott interjújában azt mondta, hogy a fő szempont, hogy "minden pap saját maga eldöntheti, a Szentszék vagy püspöke engedélye nélkül, hogy az ősi vagy a reform utáni rítus szerint kívánja bemutatni a szentmisét. Ez minden papra érvényes. Nincs szükség tehát semmiféle engedélyre az ősi szertartás szerinti mise celebrálására."

## Története

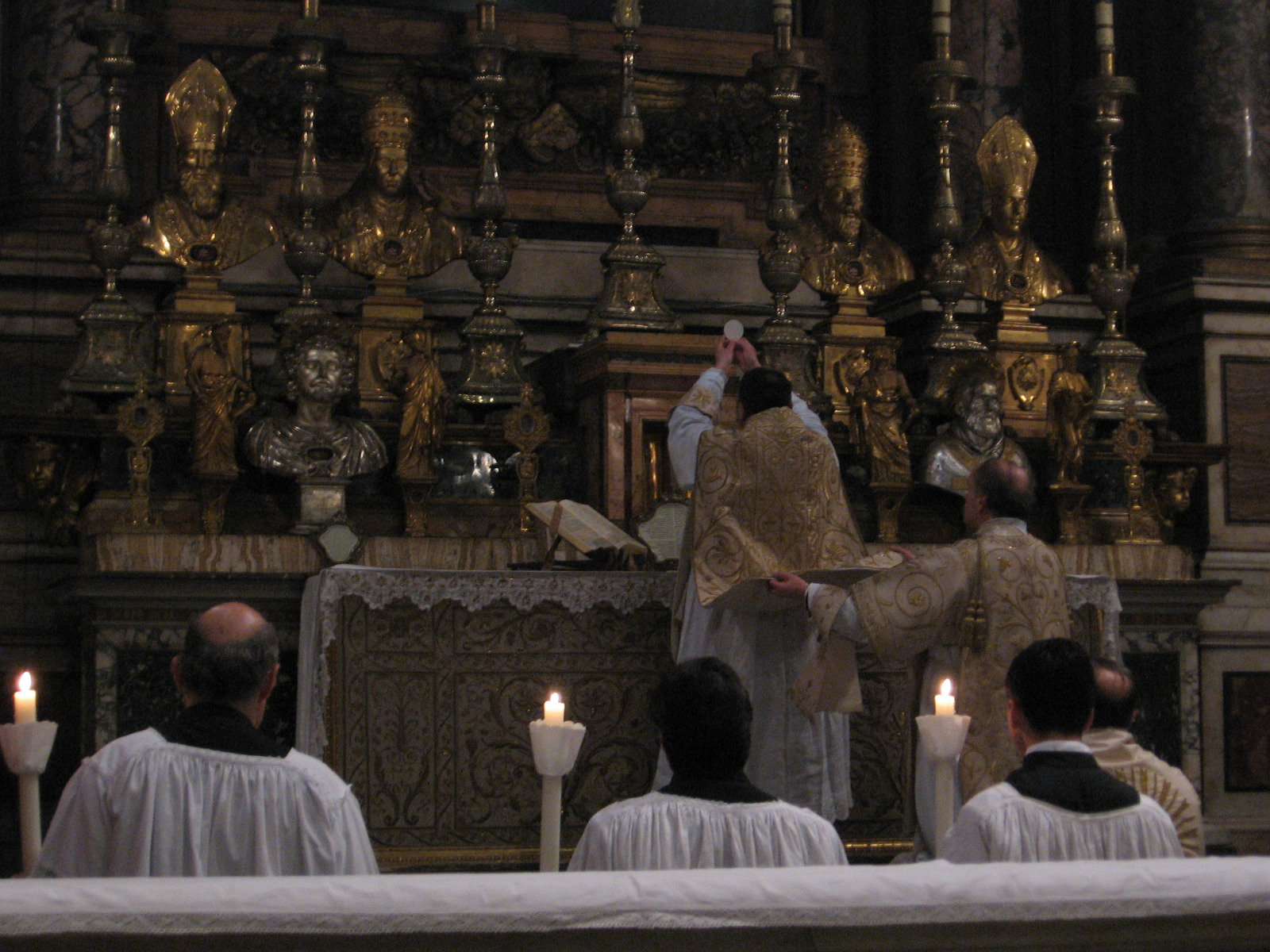
Úrfelmutatás egy tridenti misén

A Szentmise a katolikus egyház áldozati, eucharisztikus istentisztelete, amelynek alapjai a legkorábbi apostoli korba vezethetők vissza. Gyakorlatában számos változáson ment keresztül, különösen a korai évszázadokban. A motu proprio elméleti bevezetője maga is röviden bemutatja a szentmise liturgiájának kialakulását. Említést tesz Nagy Szent Gergelyről, aki a római liturgiát végleges formába öntötte, majd Szent V. Piuszról, aki az istentisztelet formáját és a liturgikus könyveket a Trentói Zsinat határozatai nyomán megújította, kiegészítette, és használatukat az egész latin egyházra kiterjesztette. Majd kifejti, hogy a II. vatikáni zsinat kívánsága a liturgia iránti megbecsülés, annak gondos, előírások szerinti végzése, valamint a jelen kor szükségleteihez való igazítása volt. Ennek a kívánságnak tett eleget VI. Pál, amikor 1970-ben a latin egyház helyreállított és részben megújított liturgikus könyveit jóváhagyta. Szerette volna, hogy Szent X. Piusz pápa szavaival élve, "a liturgia épülete […] ismét épségben és szépségben ragyogjon". Ezeket a könyveket világszerte számos nyelvre lefordították, és mind a püspökök és a papság, mind a hívek szívesen fogadták.
"Bizonyos régiókban azonban sok hívő olyan szerető érzülettel ragaszkodott és ragaszkodik ma is a korábbi liturgikus formákhoz, melyek mélyen áthatották lelki kultúrájukat" – írja XVI. Benedek. Számukra II. János Pál pápa 1984-ben a "Quattuor abhinc annos" kezdetű rendelkezéssel külön felhatalmazást adott a XXIII. János által 1962-ben kiadott Római Misekönyv használatára, majd 1988-ban az „Ecclesia Dei” motu proprióban is biztatta a püspököket, hogy széles körben és nagylelkűen éljenek ezen felhatalmazással minden ezt kérő hívő számára. A mostani motu proprio ugyanezen hívők kérelme nyomán született, miután a pápa a 2006. március 23-i konzisztóriumon kikérte a bíborosok tanácsát is.
Több mint egy évvel a Summorum Pontificum megjelenése előtt, vatikáni elöljárók, mint például Darío Castrillón Hoyos bíboros, az Ecclesia Dei Pápai Bizottság elnöke sejtetni engedte, hogy XVI. Benedek pápa elhatározta, hogy kiad egy dokumentumot a tárgyban. Ahogy közeledett a kiadás dátuma, ezek a nyilatkozatok egyre pontosabbak és részletesebbek lettek. A dokumentumot igen nagy várakozás és figyelem övezte mind a püspökök, mind a tradicionalista csoportok körében.
A kísérőlevél arról tanúskodik, hogy a pápa tudatában volt annak – és figyelembe is vette -, hogy sokan – még püspökei közül is – ellenezték azt, amire készült. Miként a levél fogalmaz: "A megfelelő információk hiányában közzétett hírek és vélemények nem kevés zavart okoztak. Egymástól igen eltérő reakciókat hallhattunk az örömteli elfogadástól egészen a kemény ellenállásig egy olyan tervezettel kapcsolatban, amelynek tartalma valójában ismeretlen volt." Cáfolja is azt a két legelterjedtebb ellenérvet, amelyeket az általános engedély ellen felhoztak: hogy a régi rítusforma használata miatt a II. vatikáni zsinat tekintélyén esne csorba, illetve hogy az megbontaná a hívek egységét. XVI. Benedek pápa szerint a zsinat rendelkezéseit pontosan be kell tartani, és a VI. Pál-féle misekönyvvel is csak akkor van baj, ha nem tartják be előírásait.
Megállapítja, hogy a régi rítusforma nemcsak az öregebb nemzedékek számára kedves, hanem a fiatalok közül is sokaknak. Ez utóbbiak úgy tartják, jobban kifejezi az Eucharisztia iránti tiszteletet. Egy másik jelentős megállapítás, hogy a régi rítushoz főként ott ragaszkodnak az emberek, ahol korábban a liturgikus mozgalom nyomán (ami végül is az új misekönyvet eredményezte) a hívőknek magasabb volt a "liturgikus kultúrájuk" – vagyis ismerték is a szertartások jelentését. Ezenkívül a régi rítus felé való vonzódás elsődleges okaként – saját tapasztalataira hivatkozva – a papok és a püspökök mulasztásait tartja, "mert a liturgikus ünneplések sok helyütt nem követték hűségesen az új Misekönyv előírásait, amelyeket egyenesen úgy fogtak fel, mintha lehetővé, sőt kötelezővé tennék a kreativitást, ami gyakran a liturgia már alig tűrhető torzulásaihoz vezetett" és "mély lelki sebeket okozott a liturgia önkényes eltorzítása olyan személyekben, akiknek élete mélyen az Egyház hitében gyökerezett."
A Summorum Pontificum Benedek pápa azon törekvéséhez illeszkedik, ami a "folytonosság hermeneutikája", azaz, hogy "korrigálja" a II. vatikáni zsinatról elterjedt téves képet, ami szerint a zsinat valami forradalmian újat hozott, és "a zsinat szellemében" alkottak teljesen új misekönyvet a "barokkos" régi liturgia helyébe. A Szentatya ezzel a felfogással nem először száll határozottan szembe. Többször is hangsúlyozta, hogy a zsinat valójában a folytonos szerves fejlődés egyik fontos állomása volt, nem pedig szakítás, törés az egyház életében. Ennek a tézisnek alkalmazását a liturgia terén a Summorum Pontificum hivatott megvalósítani."

## Reakciók
A dokumentumot a tridenti mise támogatói nagy örömmel fogadták, de mások is szívesen vették a pápa szándékát, azonban néhány katolikus, illetve zsidó vezető kritizálta is a döntést.

### A katolikus fogadtatás
A legmagasabb vatikáni körökben a reakciók az Egyházon belüli egység és kiengesztelődés vágyára tették a hangsúlyt.
Karl Lehmann bíboros, a Német Püspöki Konferencia akkori elnöke sajtótájékoztatón ismertette a német főpásztorok közleményét, amelyben pozitív lépésnek minősítették a Summorum Pontificum kezdetű motu propriót, és hangsúlyozták, hogy XVI. Benedek pápa liturgikus kezdeményezésének célja az egyházon belüli kiengesztelődés megvalósítása, és támogatni fogják a pápa törekvéseit. Lehman bíboros egy sajtóbeszélgetés során hozzátette: "Szilárdan meg vagyok győződve róla, hogy ez a pozitív lépés, hogy így azokat, akik ezt a misét szeretik, ne lehessen egyszerűen mint szektásokat félretolni, mintha olyasmit tennének, ami erkölcstelennek tűnik. Egy misét, melyet az Egyházban évszázadokig ünnepeltek, nem lehet ilyen egyszerűen negatívként kezelni. Aki ilyet tett és ilyen értelemben szakadásról beszél, az alapjában véve nem értett meg belőle semmit." Ugyanekkor több német és osztrák püspök szintén nagyon pozitívan nyilatkozott a dokumentum kiadásáról.
Piero Marini érsek, aki csaknem húsz éven át volt a Pápai Liturgikus Szertartások mestere, azt nyilatkozta, hogy alaptalanok azok a híresztelések, miszerint ő bírálná XVI. Benedek pápa kezdeményezését, és az egység iránti szeretet kifejezésének nevezte a dokumentumot, amely ezt az egységet védelmezi.
José Horacio Gomez, San Antonio érseke egy sajtónyilatkozatban azt mondta, hogy a levél által "az emberek világosabban fogják látni azt a növekedést és haladást, amit a II. vatikáni zsinat után hajtottunk végre, de ugyanakkor azt is, hogy megőriztük az Egyház gazdag örökségét és hagyatékát."
Számos püspök a dokumentum megjelenése, illetve életbe lépése után maga mutatott be főpapi misét az 1962-es Misekönyv szerint (például Robert Finn, Kansas City püspöke; Raymund Burke, St. Louis érseke, Bernardino Pinera chilei püspök; Edmont Farhat érsek, Ausztria apostoli nunciusa; Friedrich Ostermann, Münster nyugalmazott segédpüspöke; Zen Ze-Kiun bíboros, Hongkong püspöke; John Magee, ír püspök), illetve több papi szeminárium is bejelentette, hogy felveszi képzési rendjébe a régi liturgia, és a hozzá kapcsolódó teológia oktatását. „Ha a pápa azt akarja, hogy az 1962-es misszálé szerint bemutatott mise minden olyan hívő számára hozzáférhető legyen, aki ezt kívánja, akkor a szeminaristákat ki kell oktassuk, hogyan kell ezt a misét bemutatni”, jelentette ki Justin Rigali bíboros, Philadelphia érseke a Zenit hírügynökséggel folytatott beszélgetésében.

#### Katolikus kritikák
Néhány katolikus aggodalmát fogalmazta meg a Summorum Pontificummal kapcsolatban, mivel úgy látják, hogy az a II. vatikáni zsinat utáni progresszív változások érvénytelenítése. Luca Brandolini, olasz püspök a következőket mondta: "Ez a legszomorúbb pillanat az életemben, mind emberként, mind papként és mind püspökként. Ez a gyász napja, nem csak nekem, hanem annak a sok embernek is, akik a II. vatikáni zsinatért dolgoztak. Egy reform, amelyért csakis az Egyház megújulásának a vágyától indítva, nagy áldozatokat vállalva oly sokan dolgoztak, most érvénytelenítve lett." Mindazonáltal kijelentette: "Engedelmeskedni fogok a Szentatyának, mert püspök vagyok, és mert szeretem a Szentatyát."
Mások olyan aggodalmakat juttattak kifejezésre, miszerint a tridenti úzus megszorításainak feloldása gyakorlati problémákat fog okozni azoknak a plébánosoknak, akiket arra kérnek, hogy az 1962-es Misekönyv szerint is mutasson be Szentmisét, valamint, hogy egy ilyen nyomás mintha a papok hűségét tesztelné a pápa iránt. Castrillón Hoyos bíboros ezzel kapcsolatban rámutatott arra, hogy egyetlen pap sincs arra kényszerítve, hogy az 1962-es Misekönyvet használja, hanem mindössze arra vannak a plébánosok és a templomigazgatók felkérve, hogy engedélyezzék azt a korábbi hagyományhoz ragaszkodó hívek tartós csoportjának, akik találtak olyan papot, aki hajlandó ezt a Misekönyvet használni a misézéshez. Igazából csak korlátozott számú pap van, aki tudja, hogyan kell celebrálni a tridenti misét, és a papok kevés száma azt jelenti, hogy a hétvégeken telve van a miserendjük. Ezek miatt több püspök körlevélben tette közzé útmutatásait, amelyekben egyházmegyéjük papjait akarták tájékoztatni a motu proprio néhány tisztázatlan gyakorlati alkalmazására vonatkozóan. Néhányan megszabták – egymástól meglehetősen eltérő módon – a rendeletben említett "hívők csoportjának" létszámát, valamint a dokumentum 5. cikkelyének 4. bekezdésére hivatkozva ("A Boldog XXIII. János Misekönyvét használó papoknak alkalmasnak kell lenniük a szentmise bemutatására") "vizsgához" kötötték a régi mise bemutatásának lehetőségét, azaz a papoknak meg kell mutatniuk, hogy tudják végezni ezt a rítust, illwetve, hogy értik a latin szövegeket. Így tett például Pápai Lajos győri püspök is, aki 20 főben szabta meg a csoport létszámát.
Az ezzel kapcsolatos újságírói kérdésekre Dario Castrillon Hoyos bíboros, az Ecclesia Dei elnöke többször is azt nyilatkozta, hogy a papoknak semmiféle engedélyre nincs szükségük a tridenti rítus bemutatásához. A "stabil csoport" létszámának a megállapításához a "józan észt" és a "jóindulatot" kell követni. Azaz, három-négy embernek nem kell feltétlenül régi szentmisét bemutatni, de ha például több egyházmegyéből összejönnek többen a hívők, akkor őket már lehet elegendő számú "stabil csoportnak" tekinteni.
Cormac Murphy-O'Connor bíboros, Westminster érseke egy kommentárjában szintén kritizálta Benedek pápa döntését, és többen azt állapították meg róla, hogy akadályozza – más püspökökkel együtt – a rendelkezés megvalósítását. Több hírforrás szerint XVI. Benedek pápa rosszallását fejezte ki amiatt, hogy amikor 2008. június 14-én Dario Castrillón Hoyos bíboros, az Ecclesia Dei bizottság elnöke tridenti rítusú ünnepélyes nagymisét celebrált a londoni Westminster székesegyházban, azon se Murphy-O’Connor bíboros, se az egyházmegye négy segédpüspöke nem vett részt. Az Istentiszteleti és Szentségi Fegyelmi Kongregáció titkára, Albert Malcolm Ranjith Patabendige érsek a Summorum Pontificum egyházon belüli fogadtatása kapcsán elég kemény megállapításokat tett a Petrus internetes lapnak adott interjújában, amelyben elismerte, hogy XVI. Benedek pápa motu proprioja a teológusok, a liturgia-tudósok, a püspökök, sőt még a bíborosok között is „zendülést” váltott ki. Amikor a tridenti rítusú misézés liberalizálását elrendelő motu proprio fogadtatásáról kérdezték, a liturgikus kérdések egyik vatikáni főfelelőse értetlenségét fejezte ki, amiért az egyházon belül nem kevés negatív reakció is követte a pápai rendelkezést: „eltávolodás, sőt lázadás a pápa ellen". Felszólította „leginkább a lelkipásztorokat, hogy engedelmeskedjenek a Pápának, Péter utódjának. A püspökök meg különösen is hűséget esküdtek a Pápának: legyenek következetesek és hűek kötelezettségükhöz." Elítélte azt a jelenséget is, hogy néhány egyházmegyében olyan értelmező dokumentumok születtek, amelyek „megmagyarázhatatlan módon korlátozni akarják a pápai motu propriót". Ezen akciók hátterében a magas rangú vatikáni prelátus egyrészt „ideológiai jellegű előítéleteket" vélt felfedezni, „másrészt gőgöt, ami a legsúlyosabb bűnök egyike".
Néhány tradicionalista katolikus szintén bírálta a Summorum Pontificumot. Véleményük szerint nem elegendően határozott a dokumentum, mivel a Novus Ordo-t kell az Egyház "rendes rítusának" tartani, és egy "cselt" látnak a motu proprióban, hogy így nyerjék meg a tradicionalista csoportokat az Egyháznak.

### A tradicionalista katolikus közösségek reakciói
A tridenti mise különféle támogatói óvatos optimizmusuknak adtak hangot a jövőt illetően, és a határozat gyakorlati szempontjaira készülődnek. Az írországi The Latin Mass Society egy nyilatkozatban a következőképp fogalmazott: "Nagyon hálásak vagyunk a pápának, amiért ily módon gazdagította az Egyház életét, és hogy kiemelte a liturgikus különbözőség törvényességét. Benedek pápa ezen tettével elődjének, II. János Pál pápa 1988-as "Ecclesia Dei Adflicta" motu propriójának alapjaira épített.". Az angliai-walesi Latin Mass Society ezt nyilatkozta: "Harminchét évvel ezelőtt a The Universe újság szalagcímében "Latin őrültség"-ként ítélték el a Latin Mass Society-t, amiért a tradicionális latin rítushoz ragaszkodik. Most, a tradicionális hívők hűségét, céltudatosságát és szenvedéseit igazolta XVI. Benedek pápa bölcs és pasztorális motu propriója. Ez (a döntés) véget vet a diszkriminációnak, a marginalizációnak és a kirekesztésnek, amelyektől, túl gyakran, a tradicionalista katolikusok szenvedtek… Akárhogy is, de itt az idő 'az Egyházon belüli kiengesztelődésre', amelyre Benedek pápa hív." A Baronius Press katolikus kiadó melegen üdvözölte a motu propriót, és 2007. szeptember 14-re, a Summorum Pontificum életbe lépésének idejére már ki is adták az 1962-es Misekönyv különleges kiadását.

#### FSSP
A Szent Péter Papi Testvérület (FSSP), amely kizárólag a tradicionális latin misét celebrálja, "örvend a Summorum Pontificum motu proprió kihirdetésének. Azáltal, hogy újra megerősíti azt, hogy magának a liturgiának lényeges helye van a hit átadásában, hogy kimondja, hogy a Boldog XXIII. János Misekönyvét minden pap használhatja, és különösen, hogy támogatja mind a négy 1962-es liturgikus könyv érvényes használatát, a szöveg feltárja az egész Egyház számára ezeknek a szertartásoknak a kincseit." A Testvérület továbbá kijelentette, hogy: "továbbra is figyeli, hogyan szolgálhatja az Egyház szükségleteit, és reméli, hogy azoknak a kápolnáknak és plébániáknak a sikere, amelyeket az elmúlt 19 évben már annyi egyházmegyében felállítottak, bátorító példákként fognak szolgálni a dokumentum megvalósításához."

#### SSPX
A Szent X. Piusz Papi Testvérület, amely konzultált Benedek pápával az eljárásról, egy nyilatkozatban azt mondta, hogy ez "elmélyíti hálájukat Benedek pápa iránt, emiatt a nagy lelki adomány miatt" és "örömmel látják, hogy az Egyház így visszakapja liturgikus Hagyományát, és hogy lehetőséget ad arra, hogy szabadon bejárhassanak a hagyományos Szentmise kincsestárába… (azok) akiket eddig ettől megfosztottak."A Társaság azonban rámutatott arra, hogy "nehézségek továbbra is fennállnak." Szeretné, hogy az a "kedvező légkör, amit a Szentszék teremtett, lehetővé teszi, hogy higgadtabban tekintsük át a vitatott dogmatikai témákat", valamint, hogy a kiközösítéseket, amelyek máig érvényesek püspökeikre, visszavonják.

## Magyarul
- XVI. Benedek pápa Summorum pontificum motu proprio kiadott apostoli levele a római rítus rendkívüli formájáról; ford. Diós István; Szt. István Társulat, Budapest, 2007 (Pápai megnyilatkozások)